# Авианесущие крейсера проекта 1160
Проект 1160 шифр «Орёл» — первый советский проект авианосца с ядерной энергоустановкой, прорабатывавшийся в конце 1960-х — начале 1970-х в Невском ПКБ под руководством А. Б. Морина.
К 1986 году планировалось построить три таких корабля, однако, в 1973 году все работы были отменены сперва из-за решения построить два корабля проекта 1153, а затем и этот план был отменён в пользу дальнейшей постройки тяжёлых авианесущих крейсеров проекта 1143 «Кречет».

## Авиагруппа
Авиагруппа крейсера должна была включать 60-70 летательных аппаратов. Изначально планировалось оснастить корабль
истребителями МиГ-23А,
противолодочными самолётами П-42,
бомбардировщиками Су-24К и
вертолётами Ка-252. 

Позже состав авиагруппы претерпел изменения, и стал выглядеть следующим образом:
12 истребителей Су-27К или МиГ-29К,
12 штурмовиков Су-28К,
4 разведчика-целеуказателя Су-28КРЦ,
6 самолётов ПЛО П-42,
4 самолёта радиолокационного дозора и наведения (РЛДН) на базе П-42,
8 вертолётов Ка-252.
Технические средства обеспечения полётов должны были включать 4 паровых катапульты, аэрофинишёры и аварийный барьер.